# Proof-of-space
Proof-of-space (PoSpace), також зустрічається термін «proof-of-capacity» (PoC) — спосіб вираження інтересу до служби (наприклад, служби електронної пошти) шляхом виділення нетривіального обсягу пам'яті або дискового простору для розв'язання проблеми, представленої постачальником послуг.

## Історія
Вперше ця концепція була сформульована у 2013 році польським експертом Стефаном Дзембовським. Принцип схожий на термін «доказ виконання роботи» (proof-of-work).
Метод заснований на використанні вільного місця на пристрої зберігання файлів (наприклад, жорсткому диску), попередньо виділеного користувачами, а не обчислювальних потужностей для видобутку криптовалют, що є менш енерговитратним способом, і головне — економічною альтернативою класичному методу видобутку цифрових валют.
Майнінг на жорсткому диску відрізняється тим, що для виконання роботи не потрібно купувати дорогі відеокарти, блоки живлення великої потужності та материнські плати з величезним числом роз'ємів. Щоб заробляти на HDD, досить простого ноутбука, що має стандартні параметри та вбудовану відеокарту. Проте, вимоги до характеристик диска при цьому зростають.

## Застосування
Після випуску біткойна було досліджено альтернативи його механізму розробки PoW. Ґрунтуючись на новому принципі proof-of-space, у серпні 2014 року було запущено Burstcoin. З'явилися й інші види криптовалют, наприклад, SpaceMint (2015).